# Perdita Felicien
Perdita Felicien (ur. 29 sierpnia 1980 w Oshawa) – kanadyjska lekkoatletka, specjalistka biegu na 100 metrów przez płotki, mistrzyni świata. Dwukrotna medalistka igrzysk panamerykańskich (2003, 2007).
W październiku 2013 ogłosiła zakończenie sportowej kariery.

## Sukcesy
| Rok  | Zawody                    | Miasto    | Miejsce | Konkurencja                | Czas    |
| ---- | ------------------------- | --------- | ------- | -------------------------- | ------- |
| 2003 | Mistrzostwa Świata        | Paryż     | 1.      | Bieg na 100 m przez płotki | 12,53   |
| 2004 | Halowe Mistrzostwa Świata | Budapeszt | 1.      | Bieg na 60 m przez płotki  | 7,75 CR |
| 2006 | Światowy Finał IAAF       | Stuttgart | 3.      | Bieg na 100 m przez płotki | 12,58   |
| 2007 | Mistrzostwa Świata        | Osaka     | 2.      | Bieg na 100 m przez płotki | 12,49   |
| 2010 | Halowe mistrzostwa świata | Doha      | 2.      | Bieg na 60 m przez płotki  | 7,86    |

Felicien dwukrotnie reprezentowała Kanadę podczas igrzysk olimpijskich:
- Sydney 2000 – odpadła w eliminacjach (6. miejsce w swoim biegu z czasem 13,21)
- Ateny 2004 – Kanadyjka była w życiowej formie, przed igrzyskami ustanowiła swój rekord życiowy, na igrzyskach wygrała swój bieg półfinałowy (12,49), jednak nie ukończyła biegu finałowego po kolizji z Rosjanką Szewczenko[4].

Z powodu kontuzji nie brała udziału w igrzyskach w Pekinie.

## Rekordy życiowe
- bieg na 100 m przez płotki –  12,46 (2004) rekord Kanady
- bieg na 60 m przez płotki (hala)– 7,75 (2004) rekord Kanady
- bieg na 50 m przez płotki (hala) – 6,80 (2004) rekord Kanady
- bieg na 100 m – 11,62 (2001)